# Tỉnh ủy Bình Phước
Tỉnh ủy Bình Phước hay còn được gọi Ban chấp hành Đảng bộ tỉnh Bình Phước là cơ quan lãnh đạo cao nhất của Đảng bộ tỉnh Bình Phước giữa hai kỳ đại hội đại biểu Đảng bộ tỉnh Bình Phước, do Đại hội Đại biểu Đảng bộ tỉnh bầu.
Tỉnh ủy Bình Phước có chức năng thi hành nghị quyết, quyết định của Đại hội Đại biểu Đảng bộ tỉnh Bình Phước, Ban Chấp hành Trung ương Đảng, Ban Bí thư và Bộ Chính trị. Đứng đầu Tỉnh ủy là Bí thư Tỉnh ủy và thường là ủy viên Ban Chấp hành Trung ương Đảng.